# Nada Mamulová
Nada Mamulová, roz. Vukičevićová (9. ledna 1927 Bělehrad – 11. října 2001 Bělehrad), je nejznámější srbská interpretka sevdalinek – unikátních lidových milostných písní z Bosny a Hercegoviny.
Svoji kariéru započala v roce 1946 v Rádiu Bělehrad. Brzy poté se provdala za Nikolu Mamulu a odstěhovala se do Sarajeva, kde působila v rozhlase. V archivech rádií Bělehrad, Nový Sad a Sarajevo se zachovalo na 150 jejích nahrávek, a sice sevdalinek i lidových písní z vlastního Srbska.
Její diskografie obsahuje dvě LP vydané záhřebským vydavatelstvím Jugoton, čtyři LP vydaná v zahraničí (USA, Bulharsko, Nizozemsko a Kanada) a deset singlů.
Zemřela v Bělehradě 11. října 2001.